# Die Kunst des Liebens
Die Kunst des Liebens (Originaltitel: The Art of Loving. An Inquiry into the Nature of Love) ist ein populäres gesellschaftskritisches Werk des Sozialpsychologen Erich Fromm, das erstmals 1956 in New York erschien. Er ist ein internationaler Klassiker der Soziologie. Noch vor dem fast ebenso berühmten späteren Werk Haben oder Sein ist es Fromms bekanntestes und meistgelesenes Werk und war mit 25 Millionen Exemplaren und 33 Übersetzungen ein internationaler Bestseller und Longseller.
Das Wesen der Liebe zu analysieren, heißt für den von der marxistischen Gesellschaftskritik geprägten Autor, ihr allgemeines Fehlen im Kapitalismus aufzuzeigen und an den gesellschaftlichen Bedingungen für die Entfremdung, Verdinglichung und den Warencharakter der Liebe in der Arbeits- und Konsumgesellschaft Kritik zu üben. Das Prinzip der Liebe und das Prinzip des Kapitalismus sind für Fromm unvereinbar, der Kapitalismus in seiner Komplexität lasse jedoch in Ausnahmefällen dem Individuum einen Gestaltungsraum übrig, in dem sich sinnhafte menschliche Beziehungen bilden ließen. Das im 20. Jahrhundert in der westlichen Welt dominierende romantische Verständnis der Liebe motiviere Menschen zu einem marktwirtschaftlichen Verhalten, lasse sie Probleme allein beim Gegenüber sehen oder darin, dem eigenen Empfinden nach nicht oder nicht in ausreichendem Maße geliebt zu werden. Diesem Verständnis setzt er die Verschiebung der Perspektive auf die eigene Fähigkeit zu lieben entgegen, die als Kunst des Liebens dargestellt und entwickelt werden kann.

## Publikationsgeschichte
Das Werk Fromms erschien 1956 bei Harper and Row, New York, unter dem englischen Titel The Art of Loving. An Inquiry into the Nature of Love. Es war als Band 9 der World Perspectives geplant, der von Ruth Nanda Anshen herausgegeben werden sollte. Zum Herausgeberkomitee der Serie zählten Niels Bohr, Richard Courant, Hu Shih, Ernest Jackh, Robert M. MacIver, Jacques Maritain, J. Robert Oppenheimer, I. I. Rabi, Sarvepalli Radhakrishnan und Alexander Sachs. Die erste deutsche Übersetzung von Günter Eichel erschien 1959 unter dem Titel Die Kunst des Liebens im Ullstein Verlag. Für Band 9 der Werkausgagabe erstellten Liselotte und Ernst Mickel eine neue Übersetzung.

## Hauptthesen
Dem Werk liegt Fromms Auffassung zugrunde, dass Liebe Wissen und aktives Bemühen erfordere. Liebe ist demnach nicht einfach ein schönes Gefühl, dem man sich hingibt. Für die meisten Menschen liegt das Problem der Liebe darin, geliebt zu werden und nicht in der eigenen Fähigkeit zu lieben. Das Bestreben dieser Menschen, liebenswert zu sein, ist laut Fromm im Wesentlichen eine Mischung aus Streben nach Popularität und Sexappeal.
Des Weiteren betrachteten die meisten Menschen das Problem des Liebens eher als das Problem des geliebten bzw. nicht geliebten Objekts als das ihrer eigenen Fähigkeit oder Unfähigkeit zu lieben. Dies führt Fromm unter anderem auf die Veränderung des Liebesverständnisses der westlichen Welt im 20. Jahrhundert zurück, in dessen Verlauf sich der Begriff der romantischen Liebe von der ideal-erstrebenswerten Wunschvorstellung scheinbar zur marktkonformen Tatsache wandelte. Nunmehr verhielten sich die Menschen in Bezug auf die Liebe marktwirtschaftlich: Das Gefühl des Verliebens entwickle sich in der Regel nur hinsichtlich derjenigen „menschlichen Artikel“, die innerhalb der Tauschmöglichkeiten des Einzelnen liegen (siehe auch Marketing-Charakter). Ein weiteres Problem sieht Fromm darin, dass viele Menschen anfängliches Verlieben („falling in love“) und dauerhaftes Lieben („being in love“) miteinander verwechselten.

## Aufbau und Inhalt
In der Erich Fromm Gesamtausgabe hat das Werk Fromms nach einem Paracelsuszitat und einem kurzen Vorwort vier Teile:
- 1 Ist Lieben eine Kunst?
- 2 Die Theorie der Liebe
  - a) Liebe als Antwort auf das Problem der menschlichen Existenz
  - b) Liebe zwischen Eltern und Kind
  - c) Objekte der Liebe

- 3 Die Liebe und ihr Verfall in der heutigen westlichen Gesellschaft
- 4 Die Praxis der Liebe

Es folgen zwei Seiten Literaturverzeichnis und ein Begriffs- und Namenregister.
Das Paracelsuszitat aus dem Labyrinthus medicorum errantium betont die Einheit von Liebe, Wissen und Handeln. Im Vorwort nennt Fromm seine Hauptgedanken: Die ganze Persönlichkeit ist zu entwickeln, um produktiv zu werden. Erfüllung in der Liebe setzt die Liebe zum Nächsten, Demut, Mut, Glaube und Disziplin voraus. Fromm verweist auf seine Werke Die Furcht vor der Freiheit, Psychoanalyse und Ethik und Wege aus einer kranken Gesellschaft.

### 1 Einführung: Ist Lieben eine Kunst?
Fromm erläutert in der Einführung, dass entgegen dem allgemeinen Vorurteil Liebe erlernbar sei. Sie sei eine Kunst, zu der Theorie und Praxis gehörten. Die Kunst bestehe bereits in der Vermeidung von drei weit verbreiteten Fehlern.
1. Die meisten Menschen gingen von der falschen Voraussetzung aus, dass das Problem der Liebe darin bestehe, geliebt zu werden anstelle selbst aktiv zu lieben. Daher konzentriere man sich auf die Mittel zur erfolgreichen Gewinnung der Liebe anderer: Erfolg, Macht und Reichtum seitens der Männer und Attraktivität seitens der Frauen. Diese eher rein äußerlichen persönlichen Eigenschaften sollten den Erfolg der Liebenswürdigkeit garantieren.
2. Liebe sei aber nicht nur den Eigenschaften eines Liebesobjekts geschuldet, sondern stelle vielmehr eine subjektive Fähigkeit des Liebenden dar. Der Fehler, der sich aus der Nichtbeachtung dieses Unterschieds ergibt, sei Überbleibsel des viktorianischen Zeitalters. Der Wert der Liebe war damals weniger das Ergebnis persönlichen Engagements und persönlicher Erfahrung, sondern von außen vertraglich arrangiert durch zweckmäßige Überlegungen des gesellschaftlichen Umfelds. Die Objektwahl bei der Heirat stellte damit ein Mittel zum Zweck dar. Dabei spielten vordergründige materielle Interessen und Überlegungen eine Rolle, die Fromm als Inbegriff geschäftlicher Tauschbeziehungen ansieht.
3. Der zu vermeidende dritte Fehler bestehe in der häufigen Verwechslung von dauerhafter Liebe mit dem Verliebtsein. Die durch die Kunst des Liebens zu fordernde Dauerhaftigkeit der Liebe falle einem eher momentanen Erlebnis des Zusammenbrechens trennender Mauern zum Opfer, das mit sexueller Anziehung und Vereinigung Hand in Hand gehe. Dieser Fehler stellt kein Argument gegen die exklusive erotische Liebe zweier Partner dar, sondern weist auf die übergreifende und umfassende Bedeutung der Liebe hin, die auch die universelle Nächstenliebe umfasst.

Neben der Beherrschung der Theorie der Liebeskunst, die er im 2. Kapitel – dem größten Teil des Buches – behandelt, und der Praxis der Liebe, der er das 4. und letzte Kapitel widmet, nennt Fromm noch ein weiteres konstitutives Element der Liebeskunst: Der Liebe müsse der höchste Stellenwert im Leben eingeräumt werden, vor dem Streben nach Erfolg, Prestige, Geld und Macht.

### 2 Die Theorie
Im zweiten Kapitel, „Die Theorie der Liebe“, stellt Fromm zunächst dar, inwiefern Liebe eine Antwort auf das Problem der menschlichen Existenz ist. Wenn ein Mensch sich seiner selbst bewusst werde, stehe er sich folgende Fragen gegenüber
- Wie kann ich der Einsamkeit und Trennung entgehen?
- Wie kann ich mein Einzelleben transzendieren?
- Wie kann ich den Zustand der Vereinigung, des Einsseins erreichen?

Falsche Wege zum Ziel seien Rausch und Betäubung, Konformismus (Pseudoeinheit) oder subjektbezogene Kreativität. Die Sehnsucht nach der Verschmelzung mit einem anderen Menschen bezeichnet Fromm als das mächtigste Motiv, die fundamentalste Leidenschaft und die Kraft, die die Menschen in den Formen von Familie, Sippe, Gesellschaft, Nation und Menschheit zusammenhalte.

#### Scham, Schuld und Angst
Eine grundsätzliche Vorstellung Fromms ist, dass das Bewusstsein der Trennung der Menschen untereinander die Quelle der meisten Ängste und Schuldgefühle sei: „Das Bewußtsein der menschlichen Getrenntheit ohne Wiedervereinigung durch Liebe – das ist die Quelle der Scham. Gleichzeitig ist es die Quelle von Schuld und Angst.“ (S. 25).
Fromm weist auf den Widerspruch zwischen dem in der zeitgenössischen Gesellschaft aufgrund dieser Getrenntheit bestehenden Konformitätsbedürfnis und dem gleichzeitig behaupteten Individualitätsstreben der Gesellschaftsmitglieder hin und macht auch darauf aufmerksam, dass Konformität nicht ausreiche, um die Angst vor der Einsamkeit zu beruhigen. Der Mensch „hat aufgehört, er selbst zu sein – denn jenseits jener Vereinigung durch Anpassung findet keine Vereinigung statt.“ (S. 36).
Fromm unterscheidet verschiedene unzulängliche Arten von Vereinigung. Die durch Konformität erreichte Einheit sei eine Pseudo-Einheit, die durch produktive, d. h. schöpferische, kreative Tätigkeit erreichte Einheit sei ideell und nicht zwischenmenschlicher Natur; die orgiastische Vereinigung sei nur vorübergehender Art. Einzige sinngebende und somit erfüllende Antwort auf die Frage nach der menschlichen Existenz ist nach Fromm die Einheit in der Liebe zum Leben, zum anderen und zu Gott.

#### Unreife Liebe
Fromm unterscheidet verschiedene Formen der unreifen Liebe, die er als symbiotische Bindung kennzeichnet: Neben der biologischen Symbiose von Mutter und Fötus unterscheidet er den Masochismus, den er als passive Unterwerfung unter einen Menschen oder eine Sache definiert, die den Charakter eines Götzen hat, und den Sadismus als aktive komplementäre Variante. Nur die Liebe eines reifen Menschen wahrt die eigene Integrität und Individualität. Eine solche echte Liebe kann niemals auf der Leidenschaft als treibender Kraft beruhen, sondern muss auf freiem Willen und Einsicht basieren. Diese Liebe ist außerdem primär gebend, nicht nehmend.
Laut Fromm ist dieses liebende Geben nicht mit Sich-aufgeben gleichzusetzen. Der Marketing-Charakter sei zwar bereit zu geben, jedoch nur im Austausch für etwas anderes, ansonsten fühle er sich betrogen. Für den produktiven (aktiven, kreativen) Charakter sei das Geben jedoch Ausdruck der Gewissheit eines auf beiden Seiten positiven Zuwachses im Sinne des Sprichworts „Geteilte Freude ist doppelte Freude.“ Darüber hinaus enthalte die Liebe des aktiven Charakters auch die fundamentalen Elemente aller Formen der Liebe: Fürsorge, Verantwortung, Achtung vor dem Anderen und Einsicht / Erkenntnis. Fürsorge erläutert Fromm wie folgt: „Man liebt, wofür man sich müht, und man bemüht sich für das, was man liebt.“ Achtung vor dem anderen und Einsicht gehören zusammen und machen fähig, jemanden so zu sehen, wie er in seiner Individualität ist; jemanden so gut zu kennen, dass man weiß, wie er sich fühlt, auch wenn er etwas anderes sagt, und schließlich sogar das Wissen um den Grund seines Gefühls.
Neben dem Bedürfnis nach Vereinigung steht das Verlangen, den anderen zu ergründen. Dies sei mittels der Liebe möglich. Parallel dazu sieht er das Bedürfnis, Gott zu erkennen. Für Fromm steht dabei fest, dass der Mensch das Geheimnis des anderen niemals begreifen, aber durch die Liebe erkennen kann. Ein anderer, falscher Weg zum Geheimnis der Seele eines Menschen ist die Ausübung totaler Macht, die mit Grausamkeit und Zerstörungslust verbunden ist. Auch hier zeigt sich auf negative Weise die Bedeutung, den anderen Menschen zu ergründen, aber nicht, um ihn zu lieben, sondern zu beherrschen oder zu zerstören.

#### Pathologie
Fromm unterscheidet in der Pathologie der Liebe mehrere Unterformen:
- neurotische Liebe: Übertragung von Gefühlen auf die geliebte Person, meist mit  Erwartungen und Befürchtungen verbunden
- vergötzende Liebe: extreme Idealisierung einer Person, oft mit Unterwerfung und Hörigkeit verbunden
- sentimentale Liebe: Erfahrung der Liebe in der Phantasie, Lust am Gefühlszustand der Verliebtheit
- abstrakte Liebe: Liebe als Gedankending, aber ohne Zeit für den anderen
- projektive Liebe: Beschäftigung mit den Fehlern und Schwächen der geliebten Person, während man seinen eigenen Problemen aus dem Weg geht

Voraussetzung echter Liebe ist die aktive Entwicklung zu einer produktiven Persönlichkeit. Erfüllte Liebe beruht auf Nächstenliebe, Demut, Mut, Glaube und Selbstdisziplin. Liebe ist eine Aktivität, in der sich eine Beziehung entwickelt, kein passiver Affekt, dem man verfällt.
Nach diesem Exkurs wendet er sich wieder dem Bedürfnis nach Einheit zu, welches auch aus dem biologischen Bedürfnis der Vereinigung des männlichen und des weiblichen Pols resultiere. Fromm setzt sich kritisch mit der Psychologie Sigmund Freuds auseinander, dessen extrem patriarchalisch geprägte Vorstellungen er ablehnt und zu überwinden versucht.
Er definiert die Idealtypen des männlichen und weiblichen Charakters wie folgt: Der männliche Charakter besitzt in diesem Modell Eigenschaften wie Initiative, Führung, Praxis, Disziplin und Wagemut, der weibliche hingegen solche wie Geduld, Beharrlichkeit, Fürsorge und Mütterlichkeit. In der Realität kommen natürlich nicht solche Idealtypen, sondern Mischformen vor.
Fromm beschäftigt sich anschließend mit der Liebe zwischen Eltern und Kind. In den ersten Lebensjahren sei das Kind hierbei der passive Teil; es werde von seiner Mutter bedingungslos geliebt. Der negative Aspekt hierbei sei, dass diese Mutterliebe nicht erworben werden könne. Ab dem sechsten Lebensjahr sei für das Kind die väterliche Liebe, Autorität und Lenkung unerlässlich. Die väterliche Liebe definiert er der Mutterliebe gegenüber als mit Bedingungen verbunden. Negativer Aspekt sei hierbei, dass die väterliche Liebe erst verdient werden müsse, während sie im positiven Fall an Bedingungen geknüpft sei, die das Kind im Gegensatz zur Mutterliebe erfüllen könne und sich somit die Liebe verdienen könne. Mütterliche und väterliche Liebe sind auch hier wieder Idealtypen. Ein reifer Mensch schließlich habe sich von äußeren Mutter- und Vaterfiguren gelöst und sie in seinem Inneren aufgebaut.
Liebe ist nach Fromm eine Haltung, die nicht auf ein einziges Objekt bezogen werden kann, sondern sich auf die ganze Welt erstrecken muss. Dennoch unterscheidet er zwischen den verschiedenen Arten von Liebe nach ihren Objekten, nämlich Nächstenliebe, Mutterliebe, erotische Liebe, Selbstliebe und Liebe zu Gott.

### Die Arten der Liebe

#### Nächstenliebe
Die Nächstenliebe liegt Fromm zufolge allen anderen Formen der Liebe zugrunde. Sie basiert auf der Erfahrung, dass wir alle eins sind; sie ist Liebe zwischen Gleichen, die sich daher gegenseitig helfen. Liebe zum Nächsten entwickelt sich aus der Empathiefähigkeit, die an stärksten im Mitleid mit dem Hilflosen sichtbar wird.

#### Mutterliebe
Dagegen ist die Mutterliebe (im Sinne der Liebe der Mutter zum Kind, nicht umgekehrt) eine Ungleichheitsbeziehung: Das Kind braucht Hilfe, welche die Mutter ihm gibt. Fromm führt aus, dass wahre Mutterliebe nicht nur bedeutet, für das Wachstum des Kindes zu sorgen, sondern schließlich auch loslassen zu können.

#### Erotische Liebe
Während die Mutterliebe eine Beziehung zweier Menschen beschreibt, die eins waren und sich nun voneinander trennen, beschreibt die erotische Liebe die Beziehung zweier Menschen, die getrennt waren und nun eins sein wollen. Für viele Menschen endet die Liebe jedoch dann, wenn sie glauben, den anderen kennengelernt zu haben, und oft ist die sexuelle Vereinigung dann noch das einzige Mittel, das Gefühl des Getrennt-Seins zu überwinden. Wenn aber das Verlangen nach körperlicher Vereinigung nicht von Liebe getragen wird, erotische Liebe also nicht auch Liebe zum Nächsten ist, führt sie Fromm zufolge niemals zu einer über die temporäre orgiastische Vereinigung hinausgehenden Einheit.
Des Weiteren ist die erotische Liebe nicht universell, sondern exklusiv. Diese Exklusivität wird oft mit dem Wunsch verwechselt, vom anderen Besitz zu ergreifen. Wenn aber Verliebte niemanden sonst lieben, ist das nicht mehr als ein zweisamer Egoismus; sie haben das Problem dann nur insoweit gelöst, als sie die Einsamkeit auf zwei Personen erweitert haben. Die erotische Liebe schließt Liebe zu anderen jedoch nur im Sinne einer erotischen Vereinigung aus, nicht aber im Sinn von Nächstenliebe. Fromm beschließt die Abhandlung über die erotische Liebe mit der Feststellung, dass Liebe nicht nur ein Gefühl sei – denn Gefühle können auch wieder abflauen –, sondern auch eine Entscheidung, ein Versprechen.

#### Selbstliebe
Zur Selbstliebe bemerkt Fromm, man meine oft, dass in dem Maße, wie man sich selbst liebe, man andere nicht lieben könne. Selbstliebe würde daher fälschlicherweise mit Selbstsucht gleichgesetzt. Wenn aber Selbstliebe etwas Schlechtes wäre, dann wäre Selbstlosigkeit eine Tugend. Nach Fromm bedingen Liebe zu anderen Menschen und Selbstliebe jedoch einander, und Selbstsucht sei eine Folge fehlender Selbstliebe. Getreu dem Bibelzitat „Liebe deinen Nächsten wie dich selbst“ ist die Liebe zu seinem Selbst untrennbar mit der Liebe zu anderen verbunden. Wer nur andere lieben kann, könne überhaupt nicht lieben. Fromm stellt den Gegensatz von Selbstliebe und Selbstsucht heraus: Der Selbstsüchtige liebe sich selbst gar nicht, er hasse sich sogar. Der Mangel an Freude an sich selbst erzeuge ein Gefühl der inneren Leere und Enttäuschung, das er zu kompensieren und zu vertuschen versuche, und somit nach außen narzisstisch erscheine. Es stimme zwar, dass Selbstsüchtige unfähig seien, andere zu lieben, sie seien jedoch auch nicht fähig, sich selbst zu lieben.

#### Liebe zu Gott
Schließlich kommt Fromm zur Liebe zu Gott, der religiösen Form der Liebe. Auch sie entspringe dem Bedürfnis, das Getrenntsein zu überwinden und Einheit zu erlangen. Die Art der Götter und die Art, wie sie geliebt bzw. verehrt werden, hängt nach Fromm vom Grad der Reife ab, den die Menschen erreicht haben, was sowohl für die Ebene der Gesellschaft als auch auf der des Individuums gelte.
Fromm hat drei solcher Entwicklungsphasen herausgearbeitet. In der matriarchalischen Phase ist das höchste Wesen die Mutter. Alle Menschen sind gleich, da sie alle Kinder einer Mutter sind (z. B. der Mutter Erde). Wie bereits beschrieben, ist die Liebe der Mutter nicht an Bedingungen geknüpft. In der patriarchalischen Phase wird dann der Vater zum höchsten Wesen der Religion. Im Gegensatz zur Mutterliebe ist die väterliche Liebe an Bedingungen geknüpft (s. o.). Geliebt sind die, die am meisten gehorchen. Die patriarchalische Gesellschaft ist infolgedessen hierarchisch gegliedert; die Gleichheit der Brüder wird von Wettbewerb und Wettstreit abgelöst. Die letzte Phase endlich ist die eines nichtpersonellen, symbolischen Gottes. Fromm holt weit aus und kommt vom Gegensatz von aristotelischer Logik und paradoxer Logik schließlich zu dem Schluss, dass das letzte Ziel der Religion nicht der rechte Glaube, sondern das richtige Handeln sei.
Diese Ausführungen weisen auf sein 1976 – 20 Jahre später – erschienenes Werk Haben oder Sein hin. Die Konsequenzen der paradoxen Auffassung sieht Fromm zum einen in mehr Toleranz, denn wenn nicht das richtige Denken letztes Ziel und Weg zum Heil ist, bestünde auch kein Anlass, über das richtige Denken zu streiten. Zum anderen würde die Wandlung der Menschen mehr betont als Dogmen und Wissenschaften. Während in den vorherrschenden westlichen Religionen die Gottesliebe im Wesentlichen ein Denkerlebnis wäre, sei in den östlichen Religionen die Gottesliebe ein Gefühl des Einsseins, das in den alltäglichen Handlungen zum Ausdruck komme.
Fromm zieht nun die Parallele zum Individuum: Das Kind ist zunächst an seine Mutter gebunden, wendet sich später dem Vater zu, verinnerlicht mit der Zeit das mütterliche und das väterliche Prinzip und löst sich schließlich von Mutter und Vater. Fromm beschließt das Kapitel mit der Bemerkung, dass in Gesellschaften, in denen der autoritäre Charakter vorherrsche, die Entwicklung noch nicht sehr weit vorangeschritten sei.

## Verfall der Liebe in der zeitgenössischen kapitalistischen Gesellschaft
Im dritten Kapitel betrachtet Fromm die Liebe und ihren Verfall in der westlichen Gesellschaft Anfang der 1950er Jahre. Aus seinen bisherigen Ausführungen zieht er den Schluss, dass die Liebesfähigkeit eines Menschen von der Kultur, in der er lebt, beeinflusst wird. Fromm analysiert zunächst die Gesellschaftsstruktur der westlichen, kapitalistischen Welt, deren bedeutendstes Merkmal er in ihrem Grundprinzip des Marktes als Regulator aller wirtschaftlichen und gesellschaftlichen Beziehungen sieht. Diese Wirtschaftsstruktur fände sich auch in der hierarchischen Wertschätzung wieder, nach der materielle Dinge höher bewertet würden als beispielsweise menschliche Arbeitskraft. Fromm führt weiter aus, dass es einen allgemeinen Trend zur Zentralisierung und Konzentration des Kapitals gebe, aus der z. B. die Managerbürokratie hervorgehe, die das Kapital der zahlreichen kleinen Investoren eines Unternehmens verwalte, oder die Gewerkschaftsbürokratie, die die Interessen der Arbeiter vertrete. Dieses Phänomen, dass sowohl bei den Wirtschaftsakteuren, als auch bei deren arbeitnehmerischen Gegenorganisationen der Bürokratisierungsprozess fortschreite, sprach Max Weber in seinem 1922 posthum erschienenen Werk Wirtschaft und Gesellschaft an: „Wie die Beherrschten sich einer bestehenden bureaukratischen Herrschaft normalerweise nur erwehren können durch Schaffung einer eigenen, ebenso der Bureaukratisierung ausgesetzten Gegenorganisation …“ (WuG, Teil 1, Kap. 3, § 5).
Als weiteres Merkmal des Kapitalismus nennt Fromm die Arbeitsteilung, die dem einzelnen seine Unabhängigkeit und Individualität nehme und ihn austauschbar mache. Um zu funktionieren, brauche der Kapitalismus reibungslos funktionierende Menschen, die konsumieren, deren Verhalten berechenbar ist, die sich beeinflussen lassen und die sich dennoch frei und unabhängig fühlen. Fromm postuliert, dass der einzelne Mensch sein Handeln, Denken und Fühlen dem der Gesellschaft anpasst, um Sicherheit zu gewinnen. Diese aber vermag das Gefühl des Getrenntseins nicht zu überwinden, und so betäubten die Menschen dieses Gefühl in mechanischer Arbeit und passivem Konsum. Fromm zieht auch den Vergleich zu der von Aldous Huxley in seinem 1932 erschienenen Roman „Schöne neue Welt“ beschriebenen Gesellschaft, der die moderne Gesellschaft sehr nahe komme. Schließlich schlägt er den Bogen zurück zum Marketing-Charakter (s. o.), der sich auch in der Liebe manifestiere.
Fromm beschäftigt sich anschließend mit den Formen des Verfalls der Liebe in der westlichen Gesellschaft und unterscheidet folgende Erscheinungsformen:
- die Liebesbeziehung zur gegenseitigen sexuellen Befriedigung;
- die Liebesbeziehung als möglichst gut funktionierendes Teamwork;
- die Liebesbeziehung, um geliebt zu werden, ohne selbst zu lieben.

Als weitere, aus übermäßiger Mutter- oder Vaterbindung erwachsende, neurotische Formen bezeichnet er:
- die zerrüttete Liebesbeziehung, die nur um des vermeintlichen Wohls der Kinder wegen aufrechterhalten wird;
- die abgöttische, oft als wahre große Liebe bezeichnete Pseudoliebe;
- die sentimentale Pseudoliebe, die sich in der Ersatzbefriedigung durch den Konsum von Liebesfilmen, -geschichten und -liedern manifestiert;
- Beziehungen, in denen der Partner seine Schwächen auf den Partner projiziert;
- Beziehungen, in denen die eigenen Probleme auf die Kinder projiziert werden.

Ebenso wie die Liebe zwischen Menschen sei auch die Gottesliebe vom Verfall betroffen. Fromm vergleicht die Menschen in zeitgenössischen kapitalistischen Gesellschaften mit einem dreijährigen Kind, das nach dem Vater ruft, wenn es ihn braucht, aber sich selbst genug ist, wenn es nur spielen möchte. Auch das Verständnis der Beziehung zu Gott habe sich dahingehend gewandelt, dass es in die entfremdete, marktorientierte Gesellschaft hineinpasse: So wie man Angestellten empfiehlt, glücklich zu sein, um auf die Kunden positiv zu wirken, sei die Tendenz zur Empfehlung zu erkennen, Gott zu lieben, um erfolgreicher zu sein.

## Die Praxis der Liebe
Im letzten Kapitel behandelt Fromm die Praxis der Liebe, oder genauer: ihre praktischen Voraussetzungen. Als allgemeine Voraussetzungen, die nicht nur die Kunst des Liebens, sondern jede Kunst (im Sinne von Fähigkeit) betreffen, nennt er Selbstdisziplin, Konzentration, Geduld, das Wichtignehmen der Kunst und ein Gespür für sich selbst.
Die Disziplin sei in der westlichen Kultur (der 1950er Jahre) hauptsächlich noch im Berufsleben anzutreffen, während man sich im Privatleben zur Entspannung gehen lasse. Die Menschen sollten jedoch zwischen von irrationalen Autoritäten aufgezwungener und vernünftigerweise selbst auferlegter Disziplin unterscheiden. Disziplin sollte ein Ausdruck des Wollens sein.
Ebenso wie an Disziplin mangele es unserer Kultur an Konzentration. Fromm setzt das Konzentrationsvermögen gleich mit dem Vermögen, mit sich allein zu sein: Es ist die Fähigkeit, allein zu sein, ohne Musik hören, rauchen oder über Probleme nachdenken zu müssen. Des Weiteren müsse man sich auch auf andere konzentrieren können, d. h. in erster Linie zuhören können. Konzentriert sein heißt, nicht über Vergangenes oder Zukünftiges nachzudenken, sondern in der Gegenwart zu sein.

Obwohl Fromm nicht ausdrücklich darauf eingeht, scheint hier eine gewisse Parallele zur Muße und Achtsamkeit zu bestehen.
Auch die dritte Voraussetzung zur Erlangung einer Kunst, die Geduld, steht laut Fromm im Gegensatz zum Grundsatz des Industriesystems, der Geschwindigkeit. Fromm kritisiert, dass der moderne Mensch meine, immer alles schnell erledigen zu müssen.
Weiterhin müsse es einem natürlich auch wichtig sein, eine Kunst zu erlangen, sonst würde man sie niemals erreichen.
Und schließlich nennt Fromm das Gespür für sich selbst, das Wahrnehmen der inneren Stimme als Voraussetzung. Körperlich sei diese Fähigkeit vorhanden, doch in Bezug auf geistige Prozesse sei auch diese Fähigkeit in der heutigen Welt unterentwickelt. Fromm führt dies auf das Fehlen von geistig voll entwickelten Vorbildern zurück, anstelle derer Filmstars, Geschäftsleute, Politiker und andere Prominente treten, die dem Menschen stellvertretend ein Gefühl der Befriedigung gäben.
Als Voraussetzungen, speziell die Kunst des Liebens zu erlangen, bezeichnet Fromm die Überwindung des eigenen Narzissmus, die Praxis des Glaubens und Aktivität im Sinne des aus sich heraus Tätigseins.
Mit der Überwindung des eigenen Narzissmus meint Fromm das Erlangen der Fähigkeit, Menschen und Dinge objektiv zu sehen, und nicht nur aus dem eigenen Blickwinkel. Als Beispiel wird eine Frau genannt, die bei einem Arzt anruft, um einen Termin zu bekommen. Als der Arzt ihr erwidert, dass sie erst am nächsten Tag kommen könne, da er an diesem Tag keine Zeit habe, ist die Frau verwundert: sie wohnt doch nur fünf Minuten von der Praxis des Arztes entfernt. Über die Tatsache, dass es für den Arzt und seine Termine völlig unerheblich ist, ob sie fünf Minuten oder fünf Stunden von ihm entfernt wohnt, macht sie sich überhaupt keine Gedanken. Fromm führt aus, dass Grundlage der Objektivität die Vernunft und die wiederum der Vernunft zugrunde liegende emotionale Haltung die Demut sei. Die Entwicklung hin zur Überwindung des Narzissmus führt demnach über die Demut, hin zur Vernunft und so zur Objektivität.
Bei der Praxis des Glaubens unterscheidet Fromm zunächst zwischen irrationalem Glauben, bei dem man sich einer irrationalen Autorität unterwirft, und rationalem Glauben, der aus der von anderen unabhängigen Überzeugung im eigenen Denken oder Fühlen herrührt. Nur der rationale Glaube könne Grundlage des für menschliche Beziehungen wie Freundschaft oder Liebe unentbehrlichen Glaubens sein. Fromm gibt verschiedene Beispiele für diesen Glauben: An einen anderen glauben, an sich selbst glauben, oder auch der Glaube einer Mutter an ihr Neugeborenes, dessen Vorhandensein oder Nichtvorhandensein nach Fromm den Unterschied zwischen Erziehung und Manipulation ausmacht sowie schließlich der Glaube an die Menschheit. Fromm betont, dass dieser Glaube Mut erfordert, also die Fähigkeit, ein Risiko einzugehen, wie auch die Bereitschaft, Schmerz und Enttäuschung hinzunehmen. Wer Sicherheit als das Wichtigste im Leben erachte und diese durch Distanz und Besitz zu erhalten versuche, mache sich selbst zum Gefangenen. Fromm unterscheidet zwischen Mut der Verzweiflung und Mut der Liebe, wobei nur letzterer der Mut im hier erforderlichen Sinne ist.
Die Aktivität im Sinne des aus sich heraus Tätigseins schließlich ist für Fromm nicht jede Aktivität, sondern jene, bei der die eigenen Fähigkeiten produktiv gebraucht werden.
Fromm beschließt sein Werk mit seiner Einschätzung, dass nicht Liebe und normales Leben miteinander unvereinbar seien, sondern lediglich das Prinzip der Liebe und das der kapitalistischen Gesellschaftsordnung zugrunde liegende Prinzip, nach dem nur soviel Liebe gegeben werde, wie man bekommen habe, und durch das Produktion und Konsumtion zum Selbstzweck geworden seien.

## Wirkung
Das Werk Die Kunst des Liebens fand auch oder gerade außerhalb der Fachkreise große Verbreitung, in Deutschland beispielsweise insbesondere in den 1960er Jahren.

## Weiterführende Werke Erich Fromms
- Erich Fromm: Ihr werdet sein wie Gott. (1966) Reinbek bei Hamburg 1980, ISBN 3-499-17332-8.
- Erich Fromm: Haben oder Sein. Die seelischen Grundlagen einer neuen Gesellschaft. (1976) München 2005, ISBN 3-423-36103-4.